# Alamo (Nevada)
Alamo è un comune non incorporato della contea di Lincoln, Nevada, Stati Uniti, a circa 90 miglia (140 km) a nord di Las Vegas lungo la U.S. Route 93. Al censimento del 2010 aveva una popolazione di 1 080 abitanti.

## Geografia fisica
Secondo lo United States Census Bureau, il census-designated place (CDP) di Alamo ha un'area totale di 78,48 km² (30,30 mi²).

## Società

### Evoluzione demografica
Secondo il censimento del 2010, la popolazione era di 1 080 abitanti.

### Etnie e minoranze straniere
Secondo il censimento del 2010, la composizione etnica del CDP era formata dal 93,1% di bianchi, lo 0,2% di afroamericani, lo 0,5% di nativi americani, lo 0,5% di asiatici, lo 0,8% di oceanici, l'1,5% di altre razze, e il 3,5% di due o più etnie. Ispanici o latinos di qualunque razza erano il 5,6% della popolazione.